# Гавр
Гавр (фр. Le Havre — Гавань, МФА: [lə ˈɑːvʀ]о файле) — город и коммуна на севере Франции, в регионе Нормандия, супрефектура в департаменте Сена Приморская. Гаврский порт (фр.) — один из крупнейших во Франции.

## География
Гавр расположен на правом берегу Сены, близ её эстуария в 197 км от Парижа. Город имеет прямой выход к морю и проливу Ла-Манш. Сена отделяет город Гавр от соседнего города Онфлёр. К северу и к западу от Гавра находится побережье пролива Па-де-Кале.
Город поделен на две части: Верхний город и Нижний город. Граница проходит по скалам, расположенным между улицами Феликс Фор и Де Гобеликс, между 329-ми улицами и Марешаль Жоффре, между Сальвадора Альенде и Аристид Бриан, между Пабло Неруда и Вёдун. На востоке граница скал проходит вдоль железнодорожной линии вокзала Гавра.
Гавр — портовый город. Практически весь Нижний город омывается водой и изрезан бассейнами. В центре (Нижний город): Бассейн Вобан, Торговый, Бассейн Дю Рой, Де ла Бар, Да ла Цитадель. В порту расположены бассейны (гавани): Ла Манш, Бейллот, Эр, Ватин, Флювиаль, Теофиль Дюкрок, Рене Коти, Дю Пацифик, Ветиляр, Губерт Рауль-Дюваль, а также Марселя Деспуоль и Спускной бассейн (на восточной границе Гавра).
Самый большой из всех бассейнов Гавра — Губерт Рауль-Дюваль. Он расположен на южной границе самого Гавра и гаврского порта; отделен от залива Сены плотиной.

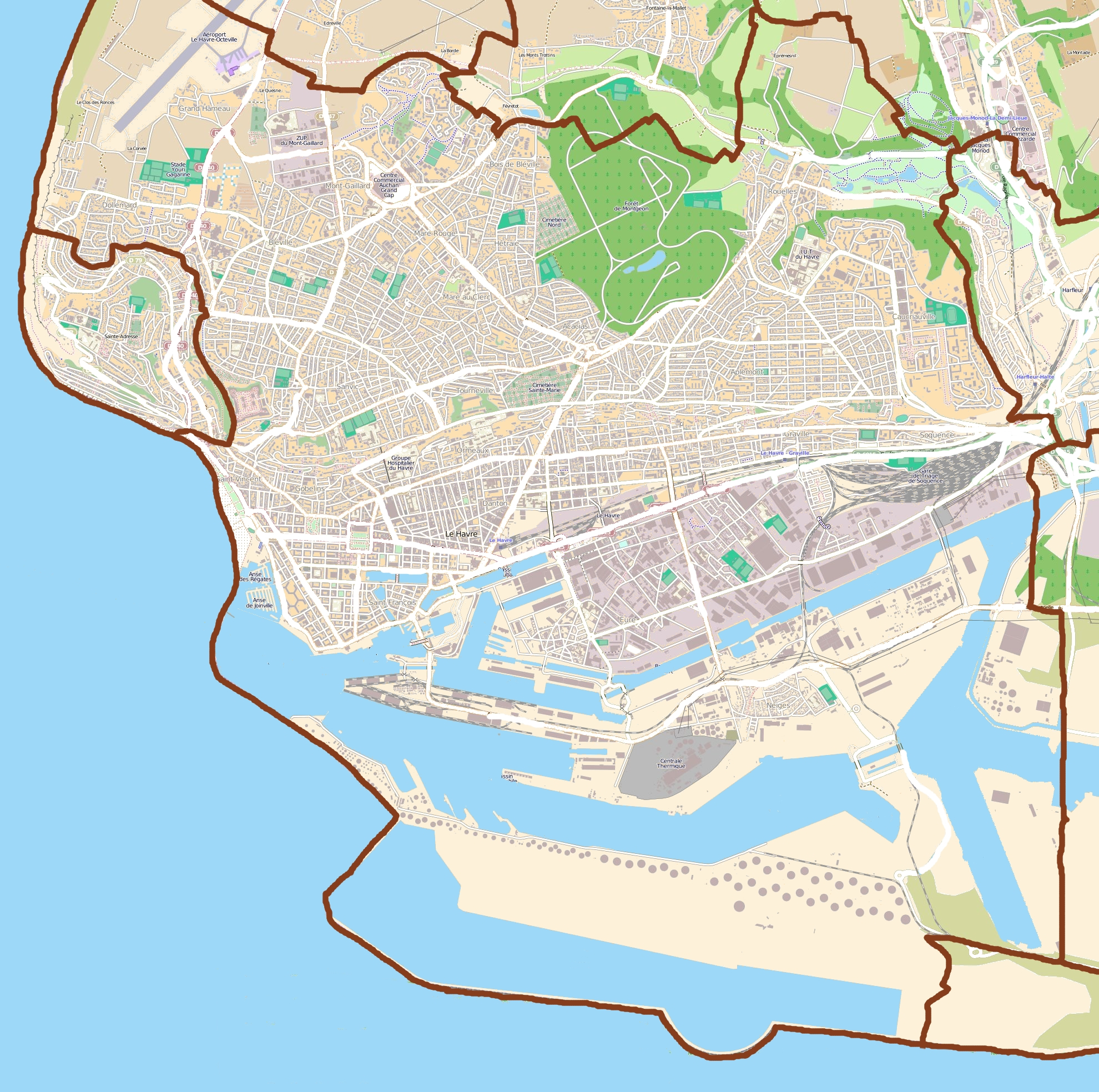
Карта Гавра

### Часовой пояс
Гавр находится в часовом поясе, обозначаемом по международному стандарту как Центральноевропейское время. Смещение относительно Всемирного координированного времени UTC составляет +1:00.

## Климат
Климат Гавра — умеренный океанический (морской). На протяжении долгого времени года пролив Ла-Манш имеет влияние на погоду в области Гавра.
Осадки в течение года выпадают равномерно, увеличиваясь на небольшие показания осенью.
Пролив сильно влияет на климат. Погода очень изменчива. Для Гавра характерны бури и грозы (чаще происходят в зимний период).
16 октября 1987 года в пригороде Гавра Кап-де-ла-Гев была зафиксирована максимальная скорость морского ветра — 180 км/ч.
| Месяц                           | Январь      | Февраль     | Март         | Апрель       | Май          | Июнь         | Июль         | Август       | Сентябрь     | Октябрь      | Ноябрь      | Декабрь     | Год   |
| ------------------------------- | ----------- | ----------- | ------------ | ------------ | ------------ | ------------ | ------------ | ------------ | ------------ | ------------ | ----------- | ----------- | ----- |
| Средняя температура (°C)        | 4,6         | 4,9         | 6,8          | 8,8          | 12,1         | 14,8         | 17           | 17,2         | 15,7         | 12,6         | 8,2         | 5,6         | 10,7  |
| Количество осадков (мм)         | 62,6        | 49          | 54,3         | 42,9         | 52,7         | 52,6         | 50,2         | 48,5         | 64,5         | 74,1         | 88,1        | 69,4        | 708,6 |
| Количество солнечных часов/дней | 62,9 (2,62) | 87,7 (3,65) | 136,2 (5,68) | 179,5 (7,48) | 214,6 (8,94) | 224,4 (9,35) | 237,8 (9,91) | 218,5 (9,10) | 168,3 (7,01) | 124,5 (5,19) | 74,7 (3,11) | 56,7 (2,36) | 1878  |
| Источник: Климат Гавра          |             |             |              |              |              |              |              |              |              |              |             |             |       |

## История
Первые следы пребывания человека в месте расположения Гавра относятся к периоду неолита. В железный век эти места заселили кельтские племена. В галло-римский период существовала дорога, связывающая Лилльбонн в устье Сены с побережьем Ла-Манша. В IX веке здесь было основано аббатство Гравиль, в XI веке на морском побережье была основана деревня Лёр и порт при ней, служивший временным пристанищем для судов в ожидании прилива, чтобы пройти вверх по Сене в порт Арфлер. В это же время Гийом Мале, участник Нормандского завоевания Англии, построил в Гравиле замок, который был уничтожен вместе со всеми оборонительными укреплениями во время Столетней войны, а окрестная территория пришла в запустение.
Новый интерес к этому месту возник в XVI веке, когда из-за заиливания устья Сены использование традиционных портов Арфлёра и Онфлёра становилось всё более проблематичным. 8 октября 1517 года король Франциск I подписал указ о строительстве на побережье Ла-Манша нового города и порта. Первоначально город получил название Franciscopolis в честь короля, затем был переименован в Le Havre-de-Grâce («Гавань благодати») по названию построенной к этому времени церкви Notre-Dame-de-Grâce.
Гавр быстро стал главными воротами Франции в отношении Нового света. В 1555 году отсюда отплыл Николя де Вильганьон, основавший французскую колонию (Форт-Колиньи) в Бразилии. В 1564 году другой гугенот, René Goulaine de Laudonnière, отплыл из Гавра в Северную Америку и основал французскую колонию Форт Каролина поблизости от современного Джэксонвилла. С конца XVI века в порт стали прибывать торговые суда с американскими товарами — кожей, сахаром, табаком.
Гавр был серьёзно затронут Религиозными войнами — 8 мая 1562 гугеноты взяли город, разграбили церкви и изгнали католиков. Опасаясь контратаки королевской армии, они обратились за помощью к Англии, приславшей свои войска. Войска Карла IX под командованием коннетабля Анна де Монморанси осадили Гавр и изгнали англичан 29 июля 1563. Форт, построенный англичанами, по приказу короля был разрушен, а высота башни собора Нотр-Дам снижена.

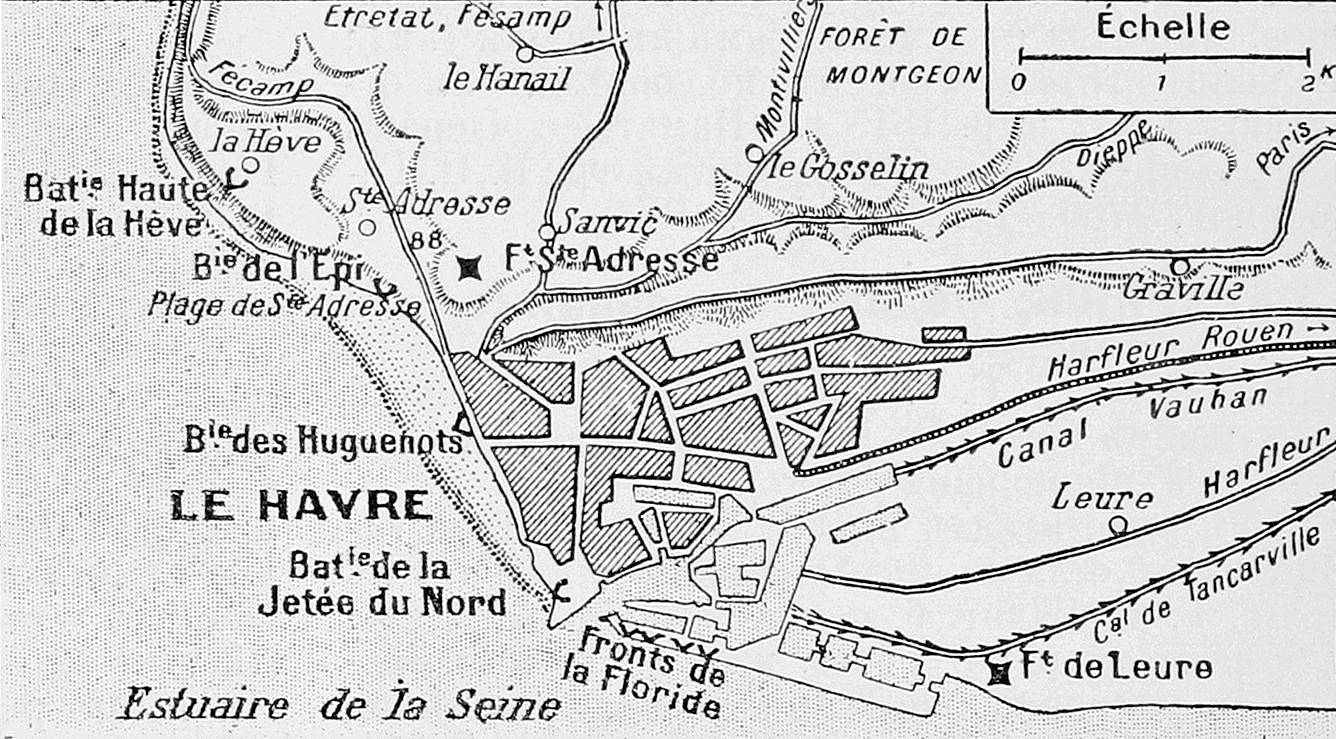
Карта XIX века из статьи «Гавр»
(«Военная энциклопедия Сытина»)

Крепостные укрепления в Гавре были вновь усилены в XVI веке, когда губернатором города был кардинал Ришельё. Впоследствии в местном бастионе были заключены лидеры Фронды принцев — герцог де Лонгвиль, принцы Конде и Конти.
В XVII—XVIII веках Гавр процветал благодаря торговле с американскими колониями; он занимал третье место среди французских портов по объёму работорговли после Нанта и Ла-Рошели. Старый порт изображён на картине Моне «Впечатление. Восходящее солнце» (1872), которая дала название движению импрессионистов. Экономический бум привел к значительному увеличению населения города; в Гавре стали открываться табачные фабрики, верфи, торговые биржи. С конца XIX века местные предприниматели стали привлекать для работы на своих фабриках эмигрантов из Италии, Польши, Северной Африки. Период с 1850 по 1914 годы был «Золотым веком» Гавра — торговля процветала, город был украшен новыми строениями (здания мэрии, суда, новой фондовой биржи), проложены красивые бульвары. С конца XIX века Гавр начинает приобретать популярность у парижан как морской курорт; были построены набережная, казино Мари-Кристин, Дворец регат и ряд других, пляжи оборудованы кабинками.
Во время Второй мировой войны Гавр с весны 1940 года был оккупирован немецкими войсками и рассматривался как база для подготовки вторжения в Англию. Многие жители покинули город или ушли в движение Сопротивления. При отступлении в 1944 году немцы взорвали портовую инфраструктуру, но особенно серьёзно Гавр пострадал во время бомбардировок британской авиацией 5 и 6 сентября, когда были уничтожены центр города и порт. В послевоенные годы центральная часть города была заново застроена современными постройками характерного белого цвета по проекту архитектора Огюста Перре. Жилые дома Перре послужили одним из источников проекта советской «хрущёвки». ЮНЕСКО 15 июля 2005 года внесла центр города Гавр в список Всемирного наследия за «инновационное использование возможностей бетона». По мнению ЮНЕСКО, расположенная на территории 133 гектаров земли центральная часть города является «исключительным примером архитектуры и градостроительства послевоенного периода» — одним из редких современных объектов Всемирного наследия в Европе.

## Транспорт
В Гавре развиты многие виды городского наземного транспорта, а также и фуникулёрная система. Город имеет густую сеть транспортного сообщения.
Большая часть гаврского транспорта принадлежит компании «ЛИА СТРО» (дочерняя компания Veolia Transport). В настоящее время функционирует 19 автобусных линий, фуникулёрная система и линии городского трамвая.
В 2008 году был проведен капитальный ремонт автобусов, что позволило улучшить качество автобусных перевозок.
В 2012 году была проведена реконструкция трамвайной системы. Проложена новая линия из 23 станций, объединившая пляж Гавра и восточную часть города.

### Вокзал Гавра
Вокзал Гавра (фр. Gare du Havre) — центральная железнодорожная станция в Гавре.
Является конечным пунктом маршрутов поездов TGV от Марселя и Страсбурга.
Вокзал открыт в 1847 году на железнодорожной линии Париж — Гавр. Станция перестроена в 1932 году архитектором Анри Пасон (фр. Henri Pacon).

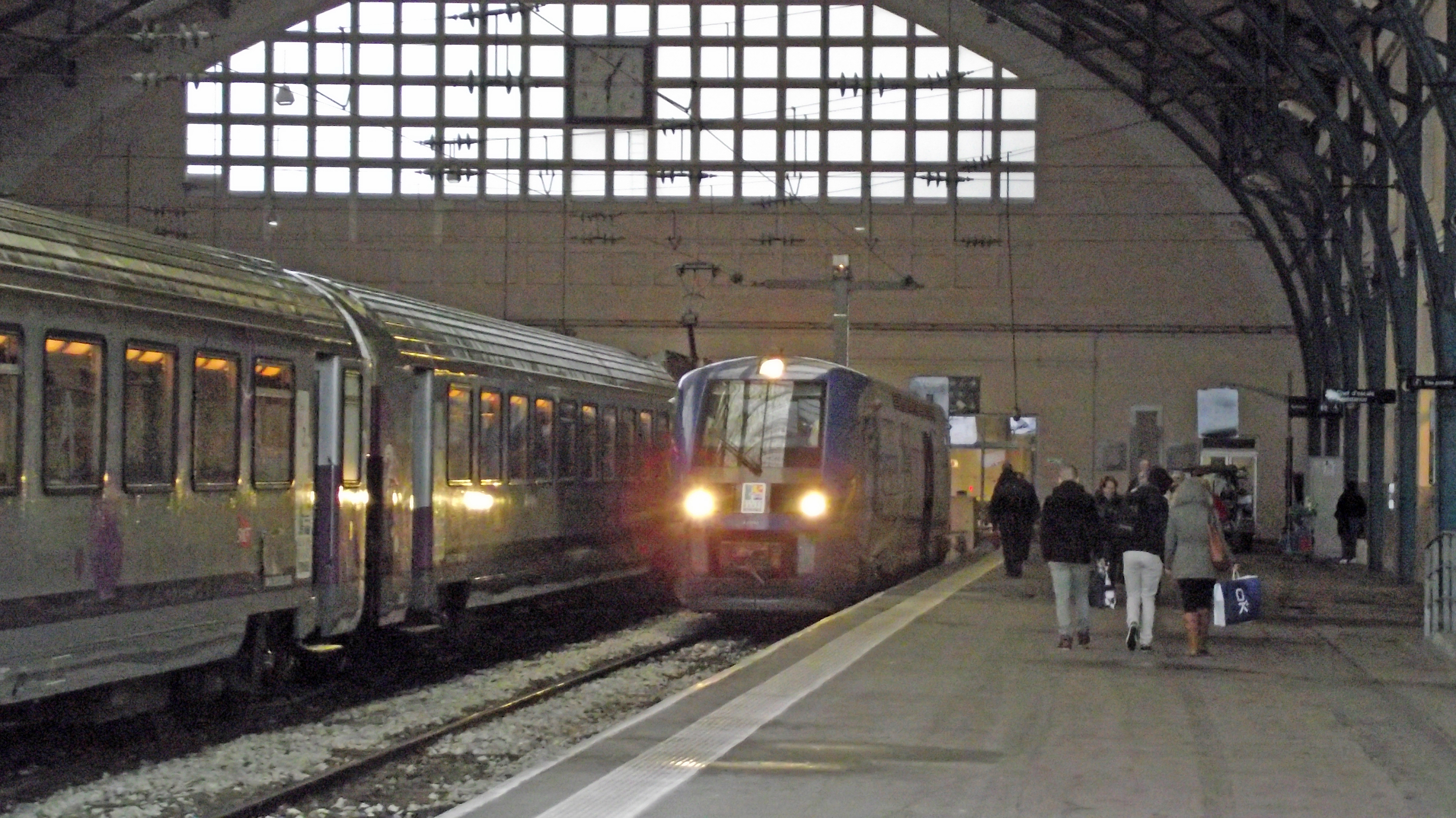
Платформы внутри здания
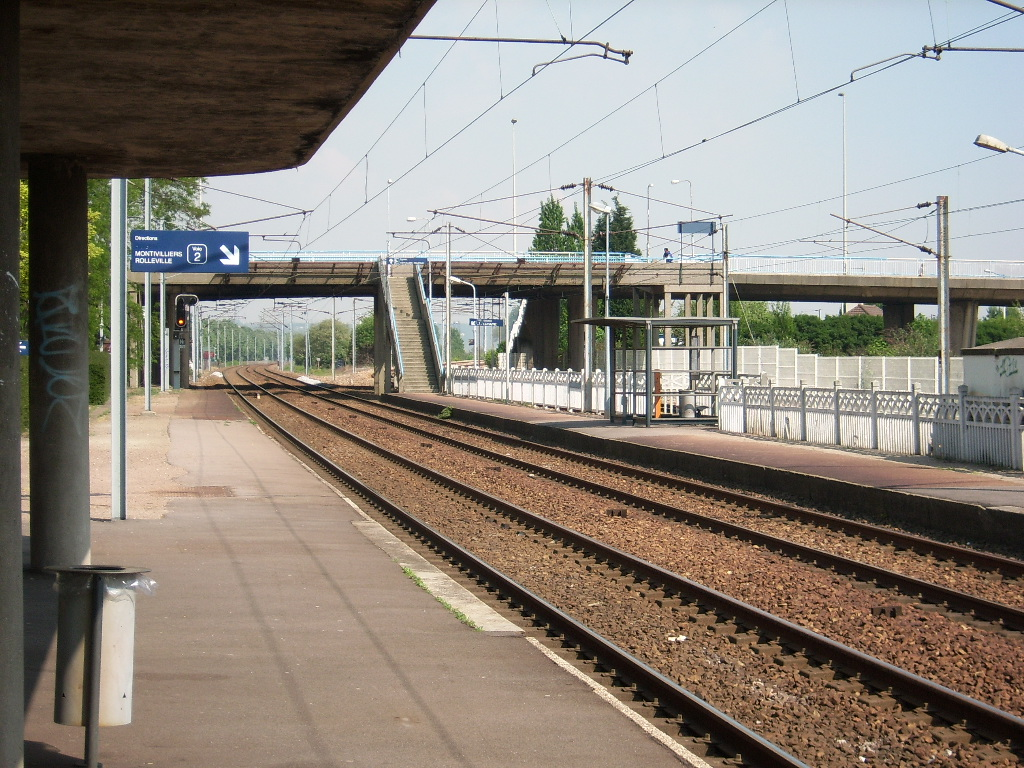
Пассажирские платформы
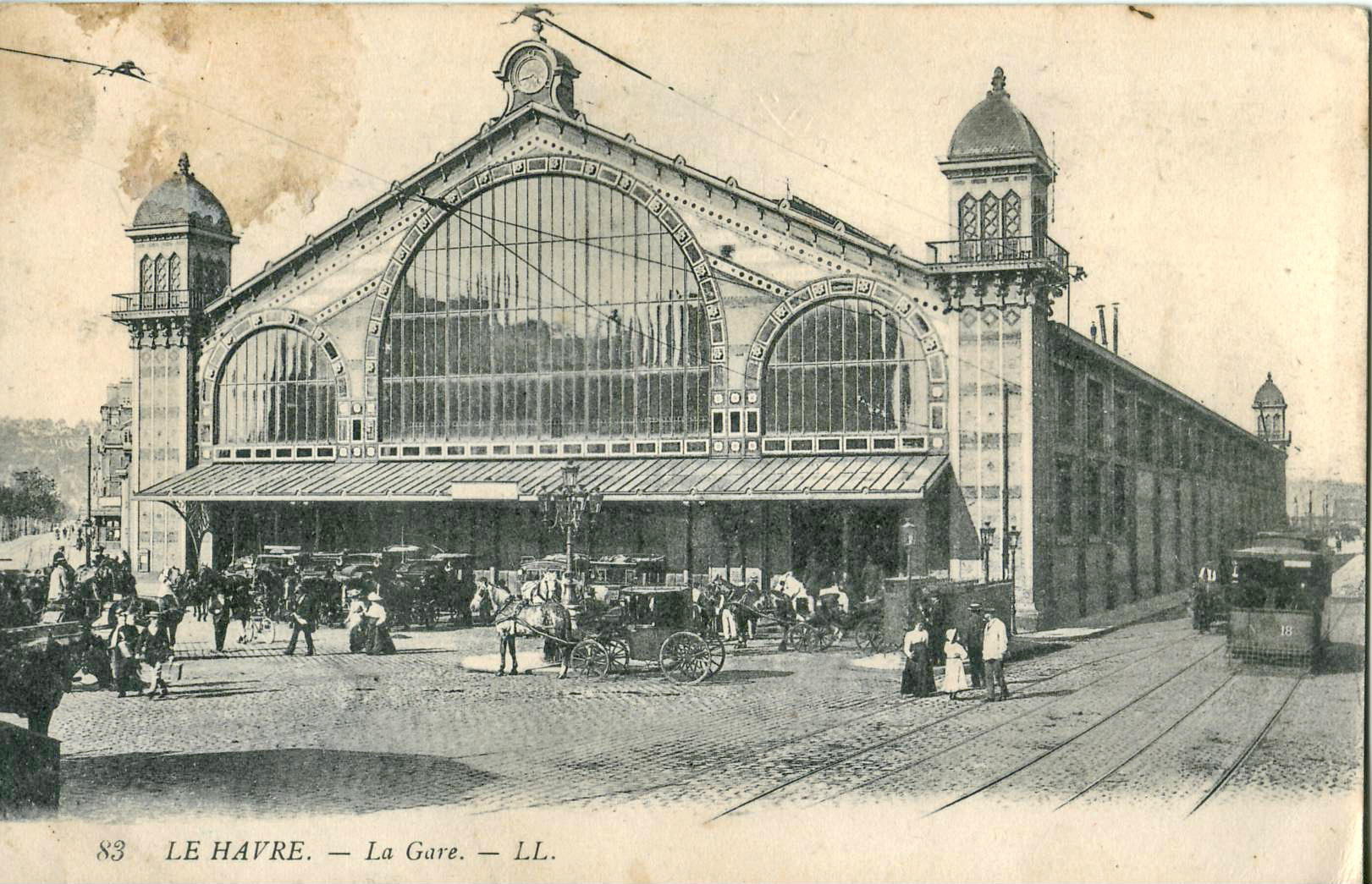
Вокзал Гавра в 1882 году

### Гаврский трамвай
Впервые трамвай в Гавре был запущен в 1874 году. Сеть просуществовала до 1951 года, так как после войны трамвай потерял актуальность, отдав место автобусам и троллейбусам.
Спустя 59 лет власти Гавра рассмотрели вопрос о создании новой усовершенствованной трамвайной системы. С ноября 2006 года по март 2007 года среди жителей Гавра проходил опрос по введению нового трамвая.
Строительные работы длились в период с 2008 года по 2012 год. В декабре того же года состоялось торжественное открытие новой трамвайной системы Гавра. В настоящее время сеть состоит из двух линий.

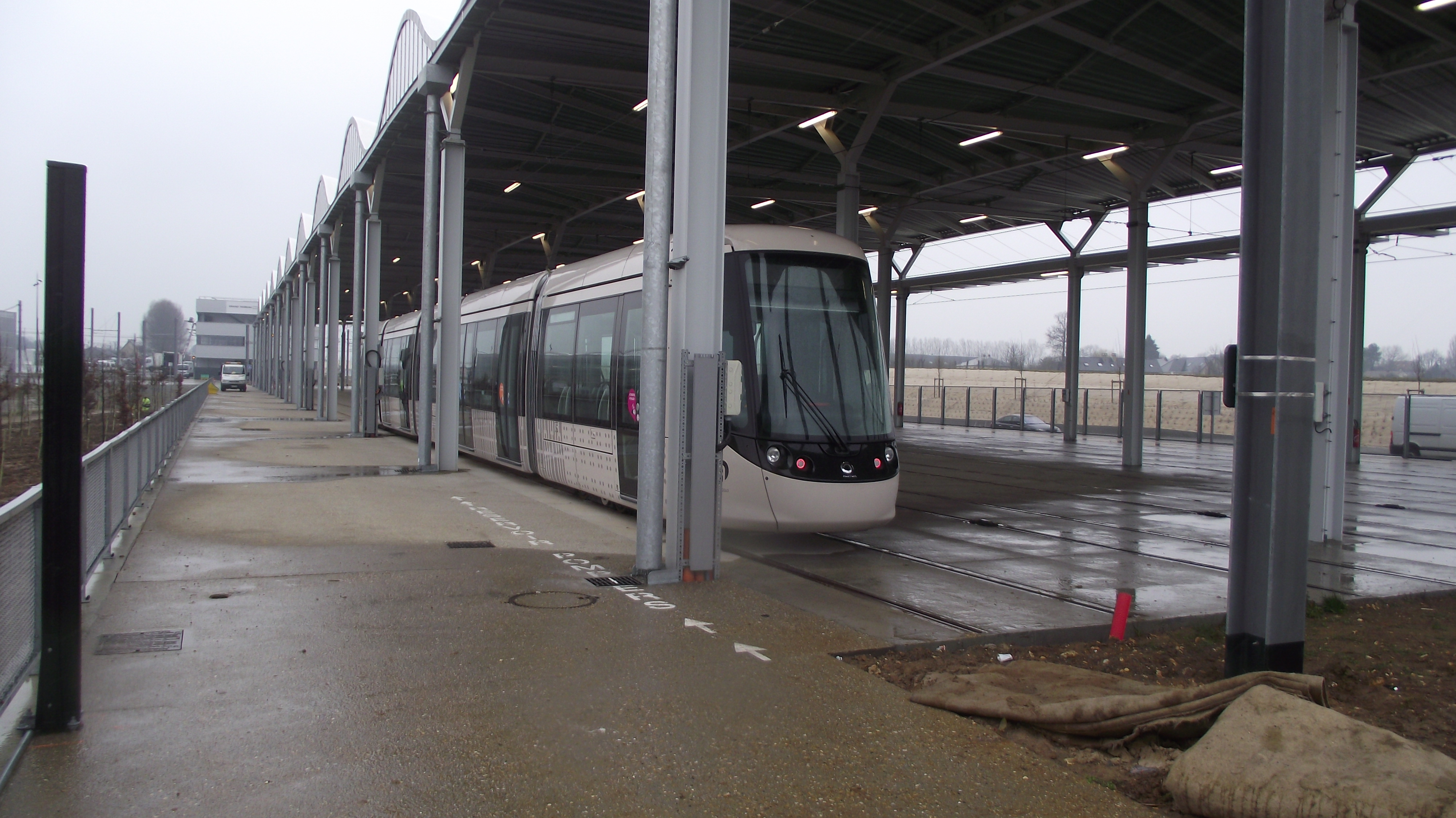
Трамвай в депо
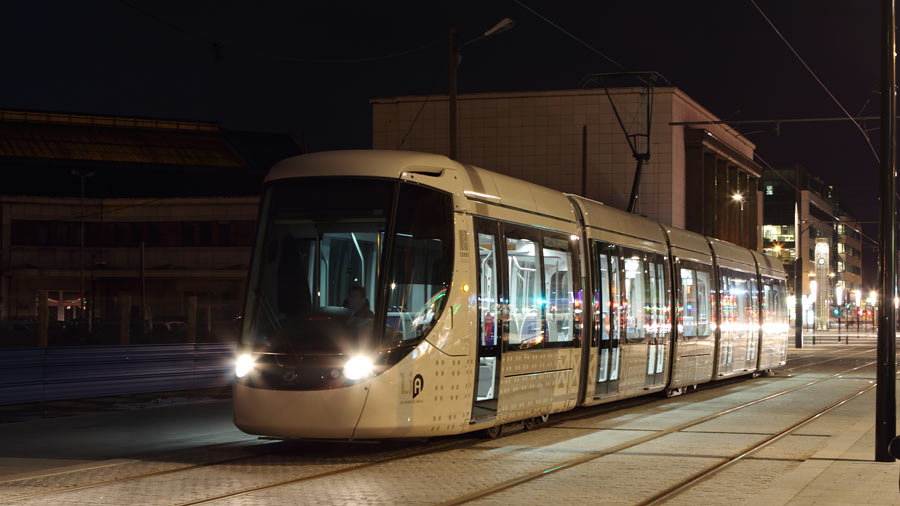
Ночной трамвай
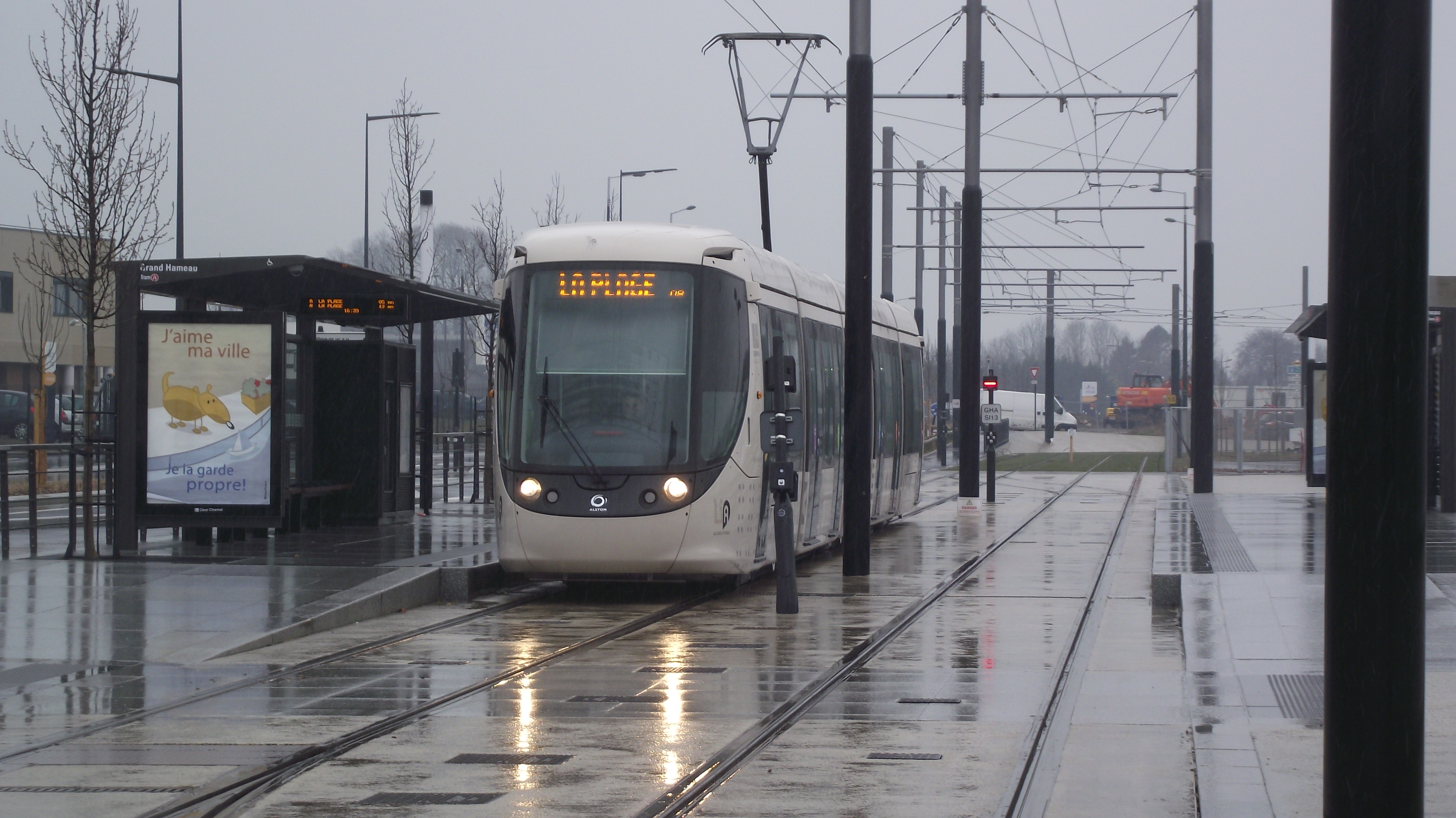
Трамвай на маршруте. апрель 2013
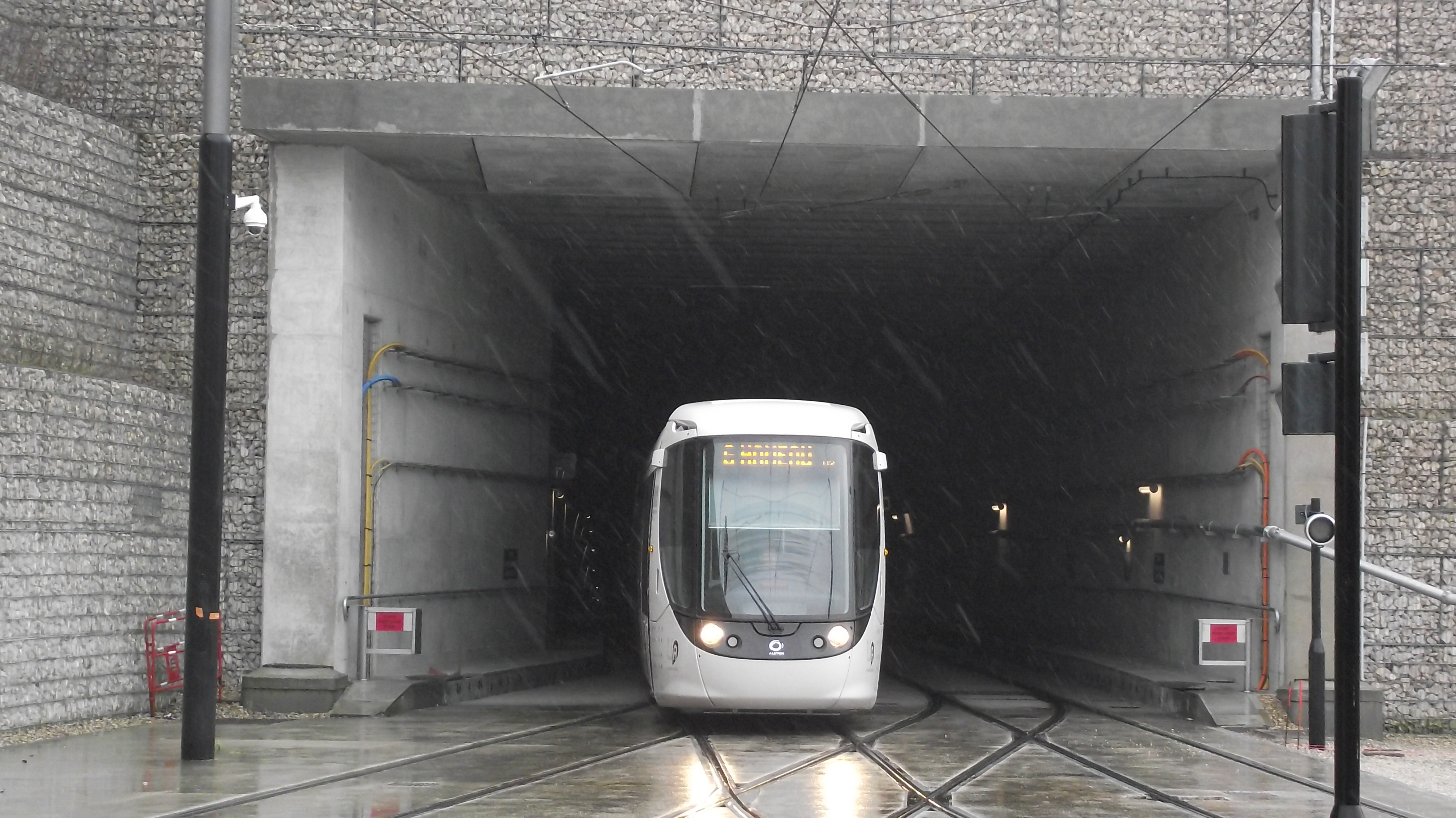
Трамвай выходит на маршрут

## Экономика и промышленность
Один из крупнейших портов страны (грузооборот свыше 50 миллионов тонн, главным образом нефть). Через Гавр проходит большая часть внешнеторгового оборота Франции со странами Америки и Западной Африки. Судостроение, нефтеперерабатывающая, химическая, цементная, хлопчатобумажная промышленность.
Структура занятости населения:
- сельское хозяйство — 0,1 %
- промышленность — 9,1 %
- строительство — 4,6 %
- торговля, транспорт и сфера услуг — 51,6 %
- государственные и муниципальные службы — 34,5 %

Уровень безработицы (2017) — 21,7 % (Франция в целом —  13,4 %, департамент Приморская Сена — 15,3 %). 

Среднегодовой доход на 1 человека, евро (2018) — 19 240 (Франция в целом — 21 730, департамент Приморская Сена — 21 140).

## Образование
В настоящее время в Гавре работают 55 детских садов и 49 начальных школ. 37 средних образовательных учреждений открыты для жителей Гавра.
- Колледжи:

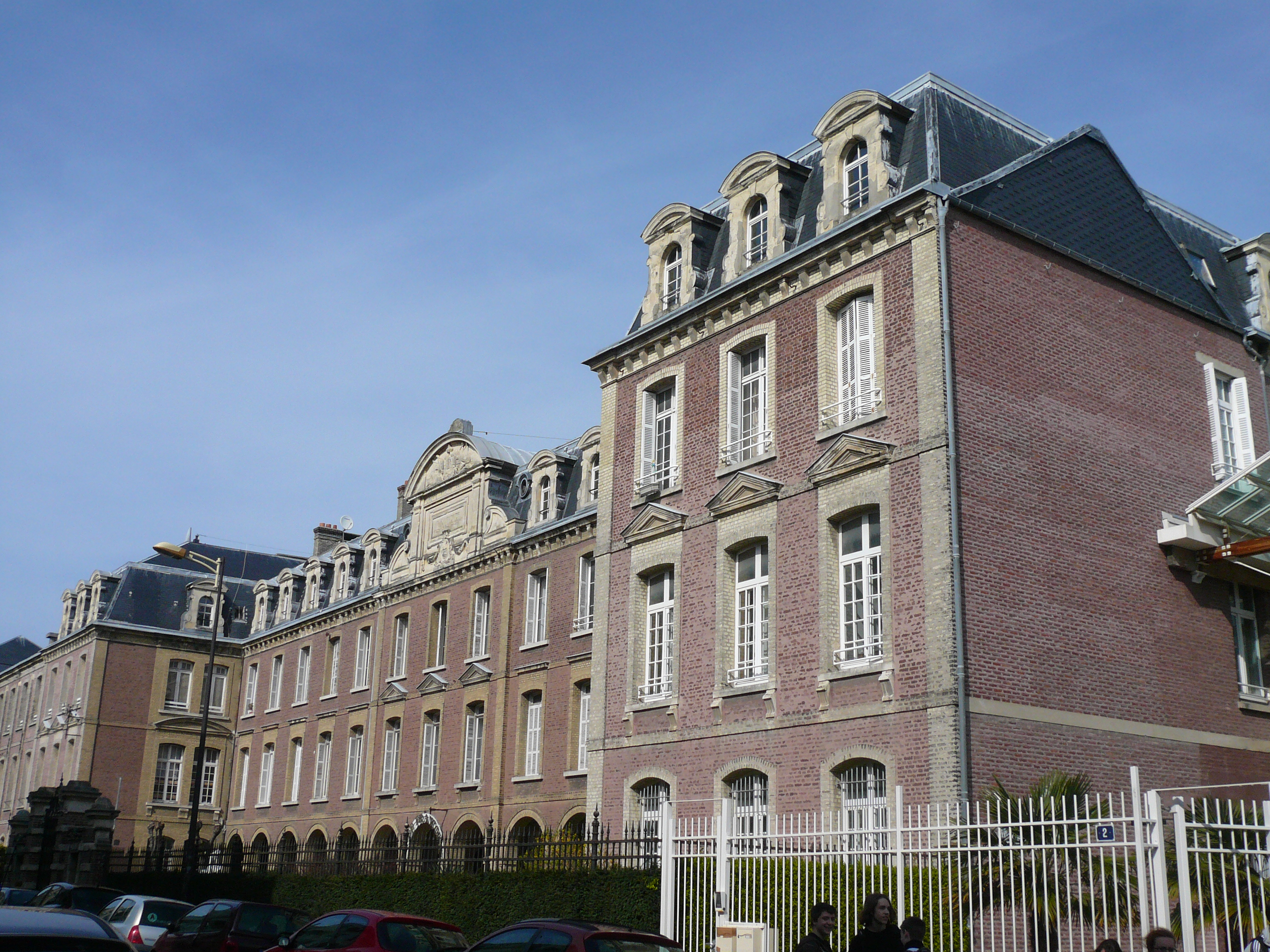
Лицей Франсуа I

  - Колледж Клода Бернара (фр. Collège Claude Bernard)
  - Колледж Де Акацис (фр. Collège des Acacias)
  - Колледж Декарт (фр. Collège Descartes)
  - Колледж Эжена Варлена (фр. Collège Eugène Varlin)
  - Колледж Жерара Филипа (фр. Collège Gérard Philipe)
  - Колледж Ги Моке (фр. Collège Guy Moquet)
  - Колледж Анри Валлона (фр. Collège Henri Wallon)
  - Колледж Ирены Жолио-Кюри (фр. Collège Irène Joliot-Curie)
  - Колледж Жак Моно (фр. Collège Jacques Monod)
  - Колледж Жана Мулена (фр. Collège Jean Moulin)
  - Колледж Жюля Валлеса (фр. Collège Jules Vallès)
  - Колледж Лео Лагранжа (фр. Collège Léo Lagrange)
  - Колледж Рауля Дюфи (фр. Collège Raoul Dufy)
  - Колледж Ромен Роллана (фр. Collège Romain Rolland)
  - Колледж Теофиля Готье (фр. Collège Théophile Gautier)
  - Колледж Марселя Паньоля (фр. Collège Marcel Pagnol)
  - Колледж Святого Сердца (фр. Collège du Sacré Cœur)(частный)
  - Колледж Святого Иосифа (фр. Collège Saint-Joseph)(частный)
  - Колледж Ле Ормо (фр. Collège Les Ormeaux) (частный)
  - Колледж Монтескьё (фр. Collège Montesquieu) (частный)
- Лицеи:
  - Лицей Клода Моне (фр. Lycée Claude Monet)
  - Общий и технологический морской лицей (фр. Lycée général et technologique Porte-Océane)
  - Общий и технологический лицей Роберт Шуман (фр. Lycée général et technologique Robert Schuman)
  - Лицей Жюль Зигфрид (фр. Lycée Jules Siegfried Архивная копия от 2 июля 2013 на Wayback Machine)
  - Лицей Франсуа I (фр. Школа Франциска I[фр.])
  - Школа Святого Иосифа (фр. Lycée Saint-Joseph) (частный лицей)
- Проф-тех училища:
  - ПТУ Роберта Шумана (фр. Lycée professionnel Robert Schuman) (промышленный)
  - ПТУ Морского порта (фр. Lycée professionnel Porte Océane) (бухгалтерский)
  - ПТУ Клода Моне (фр. Lycée professionnel Claude Monet) (бухгалтерский
  - ПТУ Огюста Перре (фр. Lycée professionnel Auguste Perret)
  - ПТУ Антуана Лорана Лавуазье (фр. Lycée professionnel Antoine Laurent de Lavoisier) (автомобилестроение)
  - ПТУ Жюля Зигфрида (фр. Lycée professionnel Jules Siegfried) (механики и электроники)
  - ПТУ Жюля Лесенс (фр. Lycée professionnel Jules Lecesne) (услуг)
  - ПТУ Франсуа-де-Грас (фр. Lycée technique et professionnel Françoise de Grâce)
  - ПТУ Жермена Коти (фр. Lycée professionnel Germaine Coty) (частное)
  - ПТУ Сан-Венсан де Поль (фр. Lycée professionnel Saint Vincent de Paul) (частное)
  - ПТУ Жанны Д’Арк (фр. Lycée professionnel Jeanne d’Arc) (частное)

### Университет Гавра
Гаврский университет сравнительно молодой среди других высших учебных заведений Франции. Открыт в 1986 году недалеко от здания Гаврского вокзала. В настоящее время создан учебный комплекс, в который входят университетская библиотека (открыта в 2006 году), спортивный комплекс, студенческая столовая и студенческий дом.
В 2011 году в Гаврском университете училось около 12 тысяч студентов.

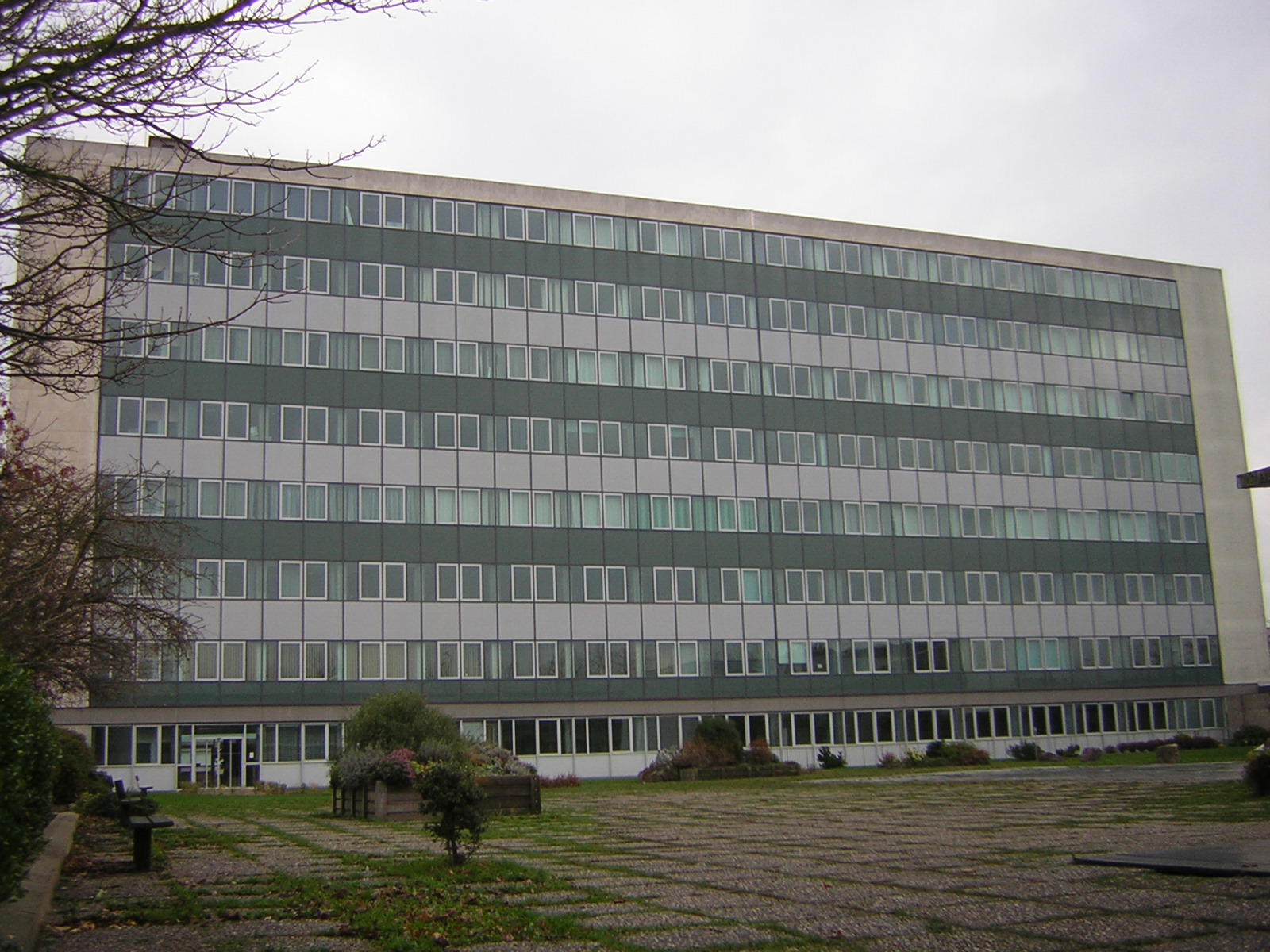
Главное здание ИУТ
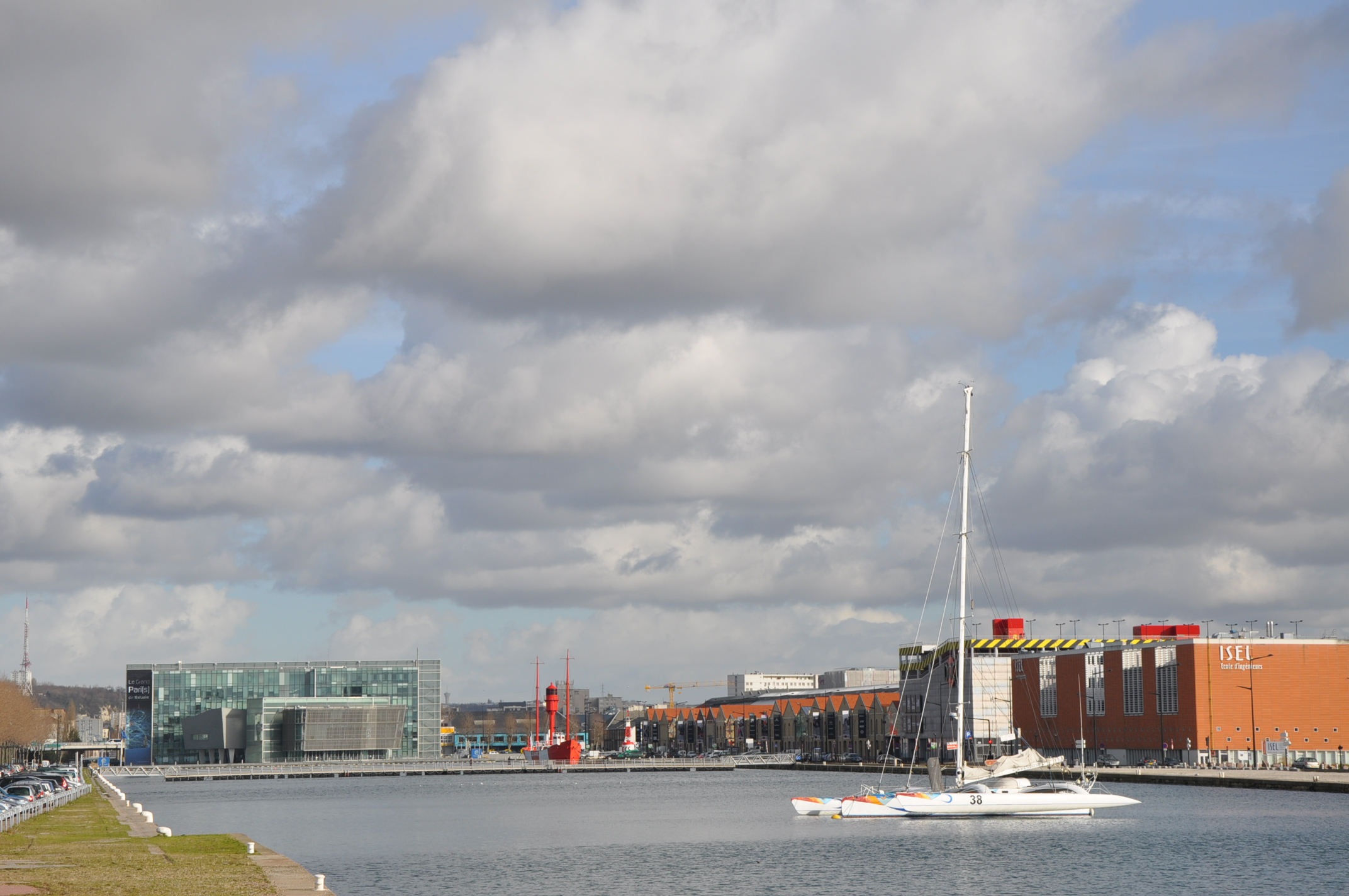
ВИИЛ (ISEL) на берегу Ваубан

## Достопримечательности
Застройка города преимущественно послевоенная, в ней доминирует похожая на небоскрёб церковь Сен-Жозеф. Сохранились отдельные архитектурные памятники XVI—XVIII вв. (церковь Нотр-Дам, аббатство Гравиль-Сент-Онорин). Близ города открыт музей средневековой скульптуры и археологии, а в самом городе — музей изобразительных искусств имени Андре Мальро.
Однородность современной застройки резко выделяет Гавр, разрушенный во время Второй мировой войны, среди других городов Франции. Градостроительное решение Огюста Перре отличается продуманностью и своеобразными эстетическими достоинствами, которые позволили ЮНЕСКО включить центр города в число памятников Всемирного наследия.
Оскар Нимейер явился автором архитектурного ансамбля «Espace Oscar Niemeyer», построенного Гавре с 1978 по 1982 год; часть комплекса занимает публичная библиотека, также получившая его имя.

Белый порт Гавра
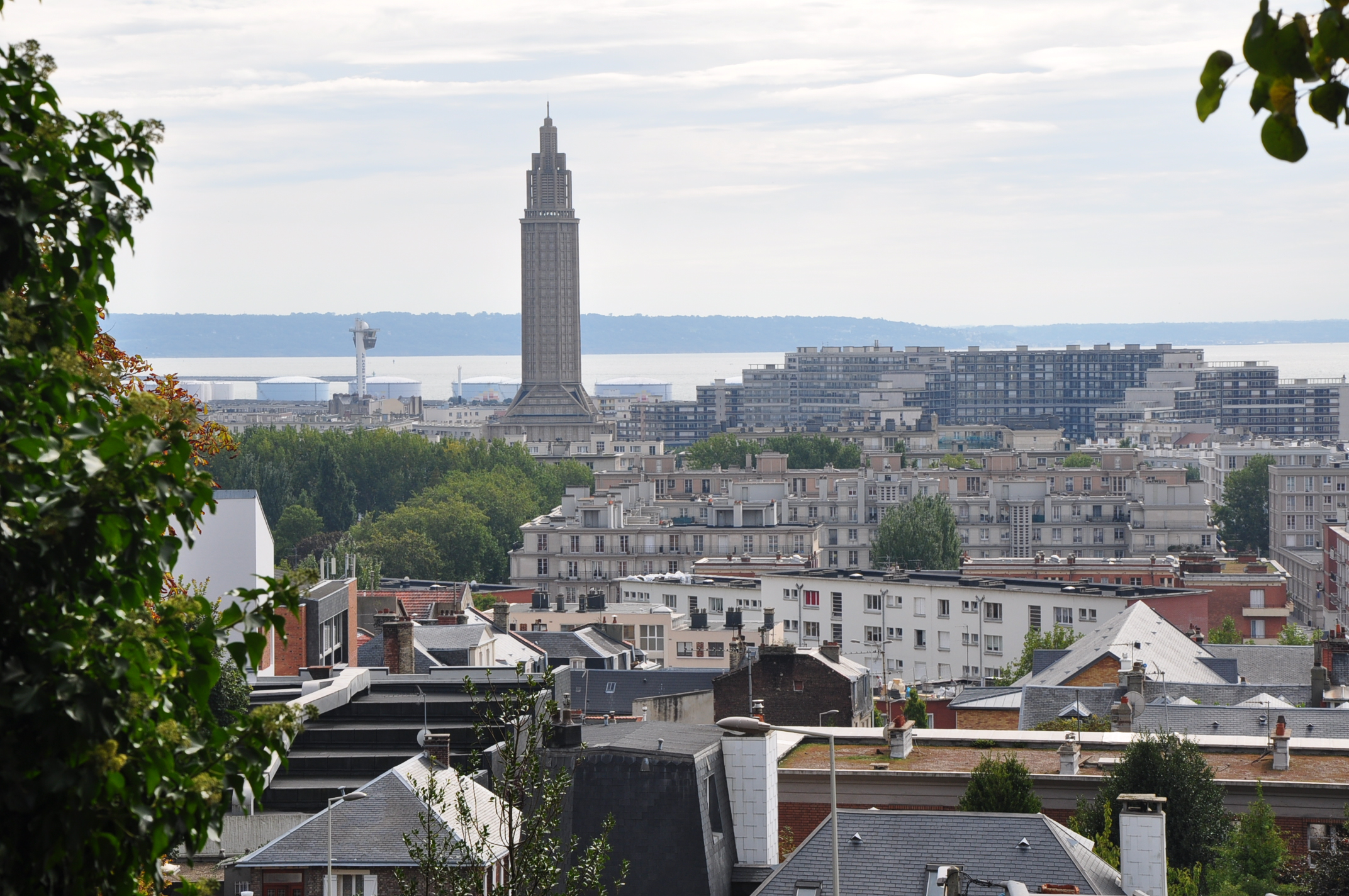
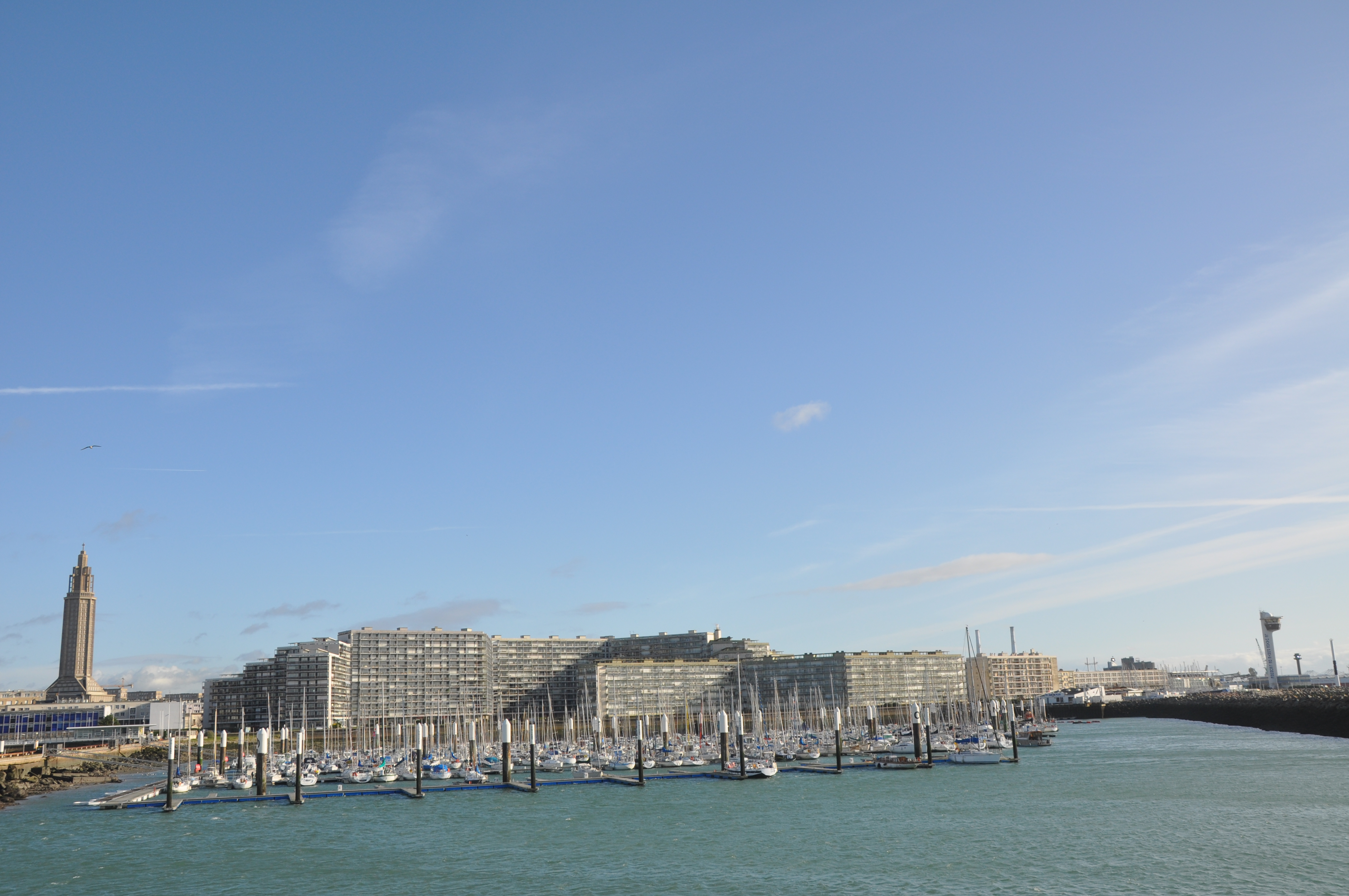
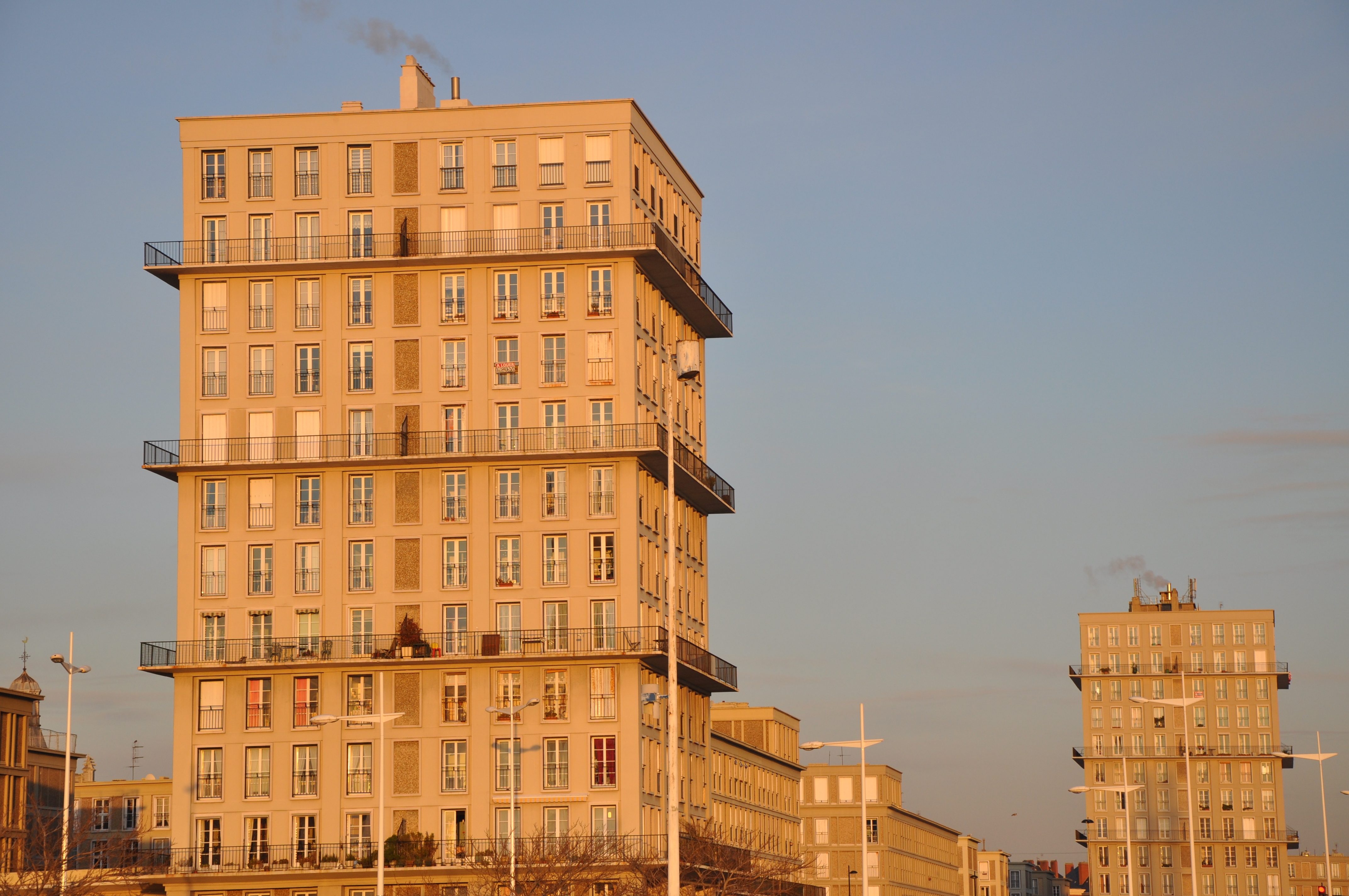
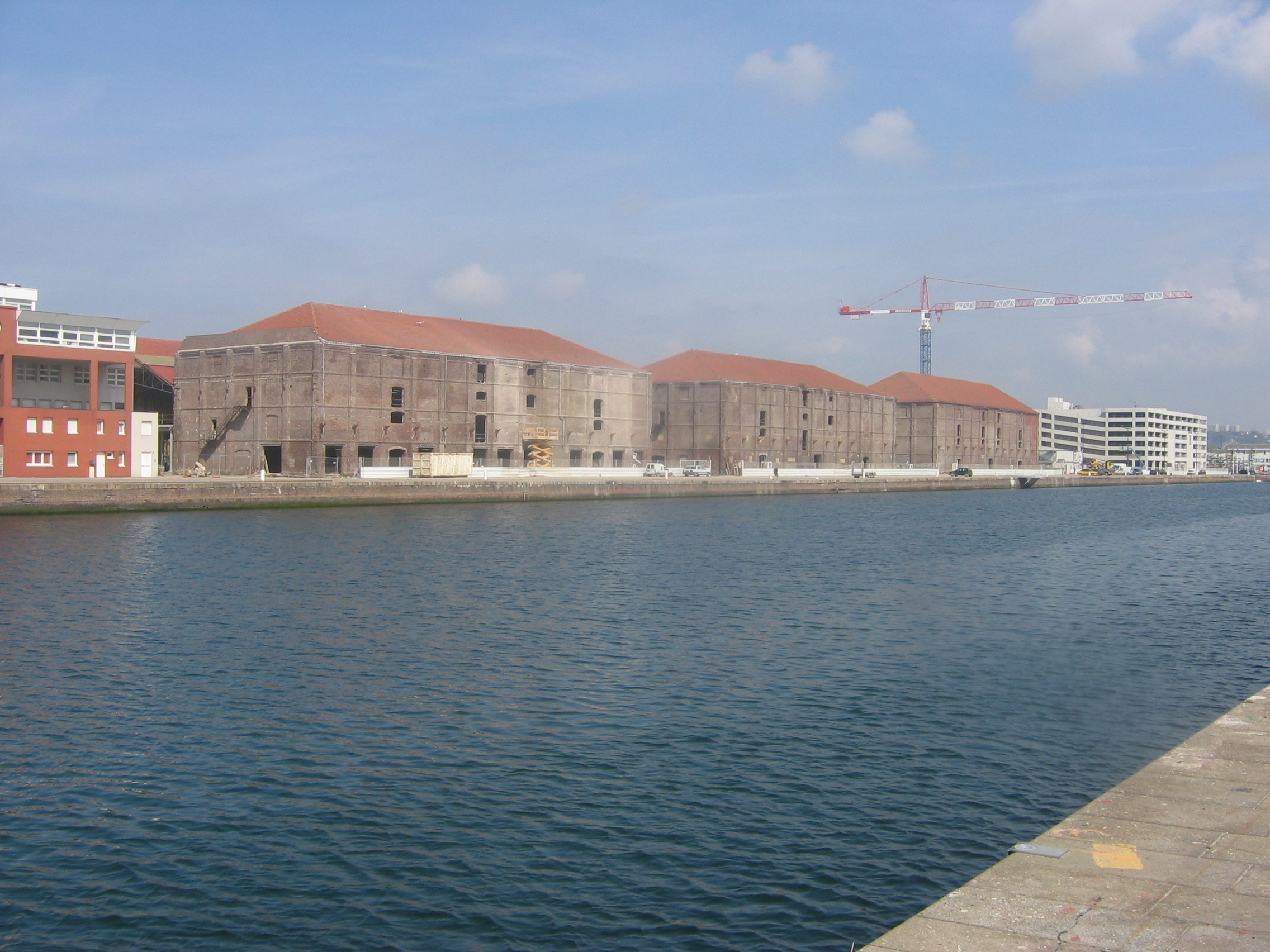
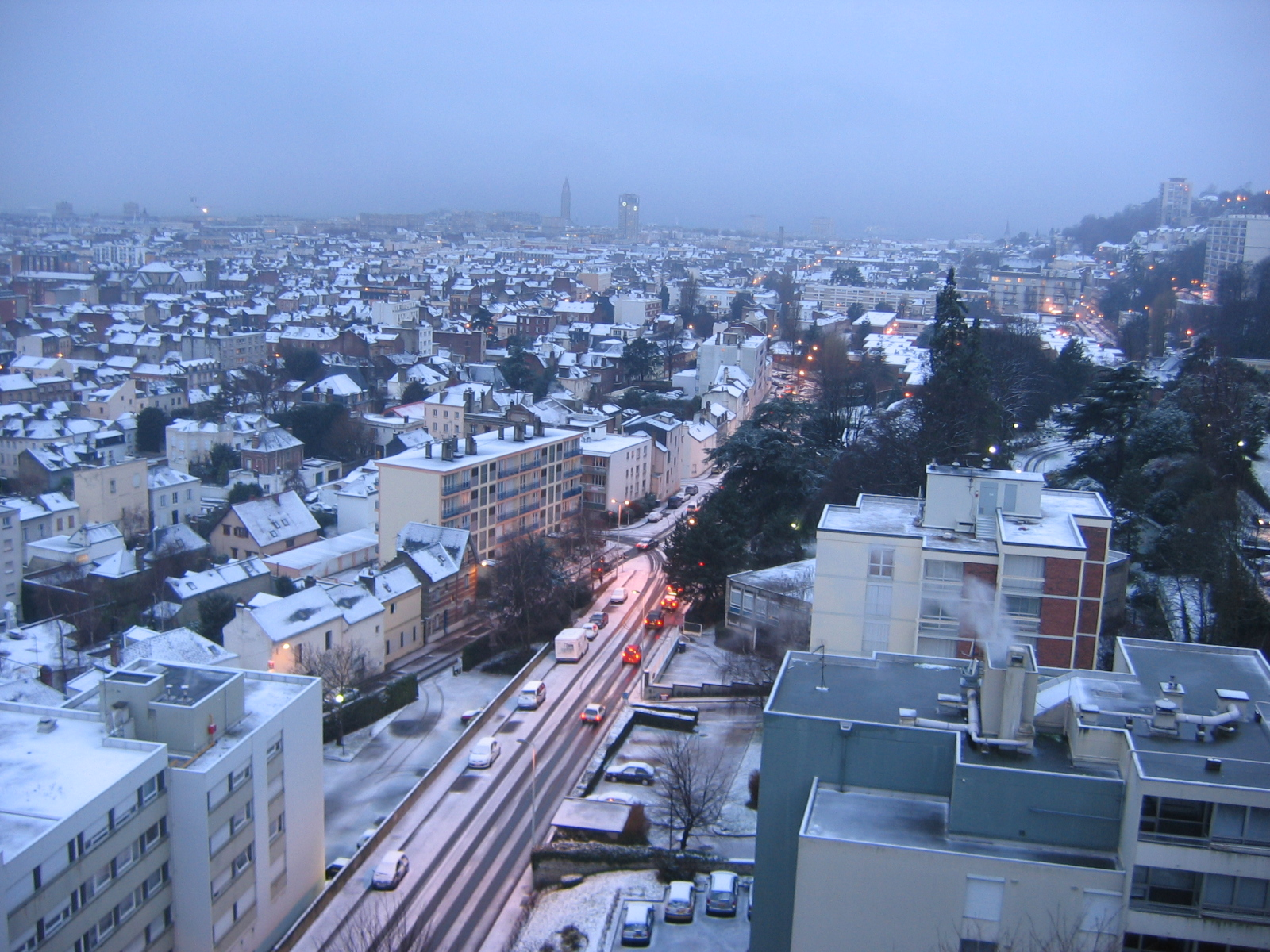

## Демография
Динамика численности населения, чел.

## Администрация
Пост мэра Гавра с 2020 года занимает бывший премьер-министр Франции Эдуар Филипп, вернувшийся на этот пост после победы на муниципальных выборах 2020 года. На этих выборах возглавляемый им центристский список победил во 2-м туре, получив 58,83 % голосов и опередив левый список во главе с депутатом Национального собрания Франции, коммунистом Жаном-Полем Лекоком.
| Период | Период | Фамилия           | Партия                                                       | Примечания |
| ------ | ------ | ----------------- | ------------------------------------------------------------ | --- |
| 1971   | 1994   | Андре Дюромеа     | Коммунистическая партия                                      | рабочий-слесарь, член Генерального совета департамента, депутат Национального собрания Франции, сенатор        |
| 1994   | 1995   | Даниэль Кольяр    | Коммунистическая партия                                      | крепильщик цемента, депутат Национального собрания Франции, член Генерального совета департамента              |
| 1995   | 2010   | Антуан Рюфенак    | Объединение в поддержку Республики Союз за народное движение | руководитель предприятия, депутат Национального собрания Франции                                               |
| 2010   | 2017   | Эдуар Филипп      | Союз за народное движение Республиканцы                      | адвокат, член Совета департамента, депутат Национального собрания Франции                                      |
| 2017   | 2019   | Люк Лемонье       | Союз за народное движение Республиканцы                      | страховой агент, вице-президент Генерального совета департамента                                               |
| 2019   | 2020   | Жан-Батист Гастин | Союз за народное движение Республиканцы                      | профессор истории и географии, вице-президент Регионального совета Нормандии                                   |
| 2020   |        | Эдуар Филипп      | Вперёд, Республика!                                          | адвокат, член Совета департамента, депутат Национального собрания Франции, премьер-министр Франции (2017-2020) |

## Города-побратимы
- Далянь (кит. трад. 大連, упр. 大连, пиньинь Dàlián), Китай
- Пуэнт-Нуар (фр. Pointe-Noire), Республика Конго
- Саутгемптон (англ. Southampton), Англия, Великобритания
- Тампа (англ. Tampa), США
- Санкт-Петербург, Россия (1965)
- Тольятти, Россия (2019)

## Гавр в кинематографе
В Гавре происходит действие одноимённого фильма 2011 года финского режиссёра Аки Каурисмяки.
Также здесь происходит действие вышедшего в 1938 году фильма «Набережная туманов» режиссёра Марселя Карне.

## Гавр в литературе
Гавр стал прообразом вымышленного города Бувиль, в котором разворачиваются события романа французского философа и писателя Жан-Поля Сартра «Тошнота».